# Arpitanen
Arpitanen zijn een Europees bergvolk in het westelijk Alpengebied van wie het grootste deel verblijft in Frankrijk (Auvergne-Rhône-Alpes en Franche-Comté), Italië (Valle d'Aosta en Piemonte) en Zwitserland (Romandië), een cultureel gebied dat gezamenlijk ook wel Arpitanië genoemd wordt. Door achterstelling wordt de Arpitaanse taal slechts door een minderheid van de Arpitanen beheerst.

## Bekende Arpitanen
- Roberta Brunet, atlete.
- Jean-Baptiste Cerlogne, pastoor en taalkundige.
- Émile Chanoux, verzetsstrijder en politicus.
- Désiré Dalloz, jurist.
- Joseph-Samuel Farinet, smokkelaar en valsmunter.
- Patrick Favre, biatleet.
- Sébastien Frey, voetbalkeeper.
- Josef Henriet, politicus.
- Jean-Joseph Maquignaz, alpinist.
- Joseph Opinel, uitvinder Opinel.
- Carlos Pellegrini, voormalig Argentijns president.
- Sergio Pellissier, voetballer.
- René-Laurent Vuillermoz, biatleet.